# Reggenza di Kuantan Singingi
La reggenza di Kuantan Singingi (in lingua indonesiana: Kabupaten Kuantan Singingi) è una reggenza dell'Indonesia, situata nella provincia di Riau.